# Aquabulle

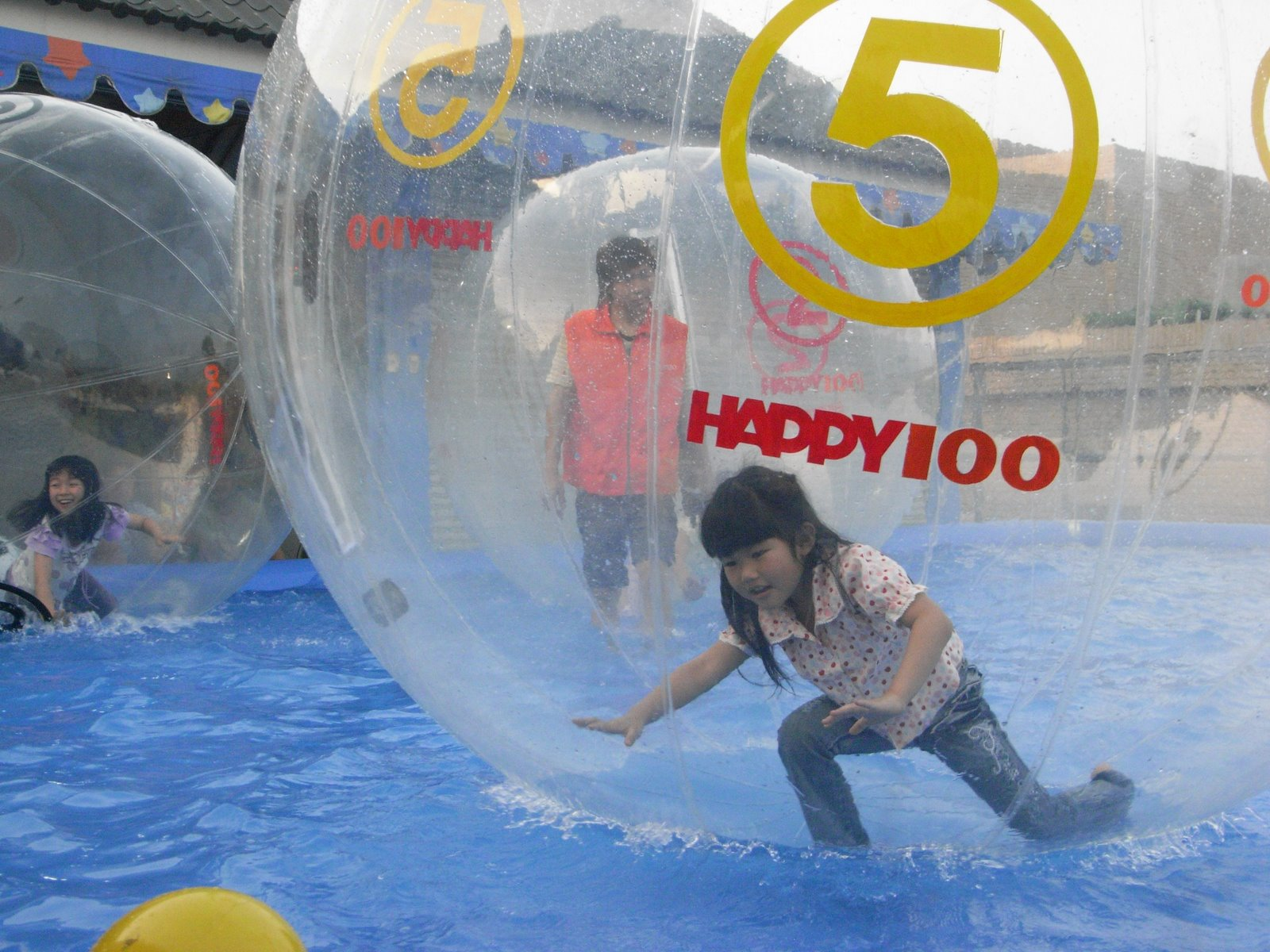
Aquabulle

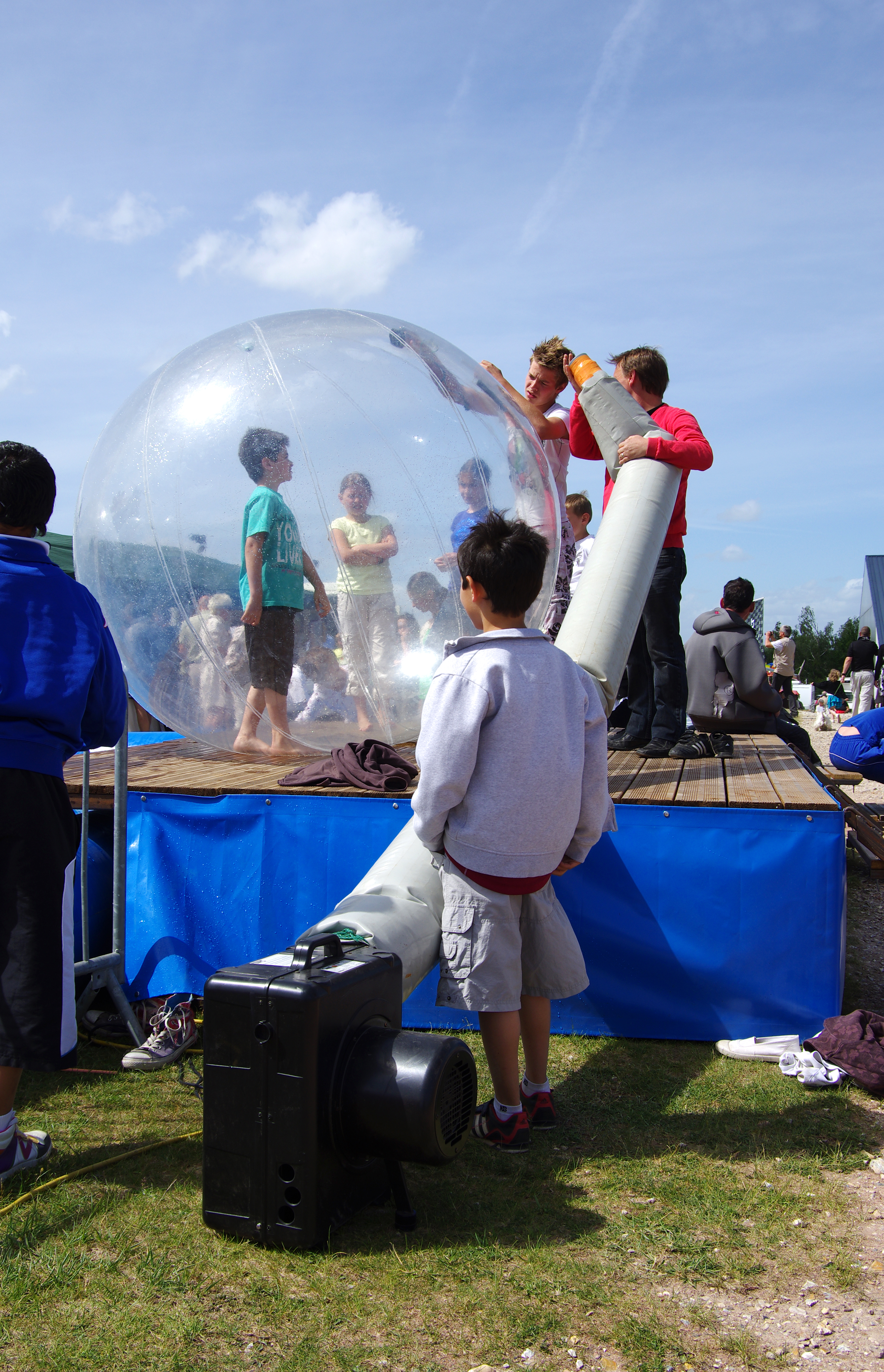
Gonflage d'une aquabulle sur l'estrade.

Une aquabulle (parfois nommée aussi « hydrobulle ») est une grande sphère de plastique transparent, qui remplie d'air et fermée par un grand zip, permet à une personne de jouer (voire marcher, si elle est très expérimentée) sur l'eau.

## Description
Les aquabulles peuvent être utilisées en piscine, mais aussi en plein air, sur des sites naturels (plages, plans d'eau, lacs). Elles constituent désormais une des attractions à succès de nombreuses fêtes foraines. Le bassin permettant de les utiliser n'a pas besoin d'une surface extrêmement importante et d'une profondeur d'eau considérable.
Il existe plusieurs dimensions d'aquabulles. L'occupant de la sphère doit toujours être pieds nus, en particulier pour des raisons évidentes de propreté.

## Galerie d'images

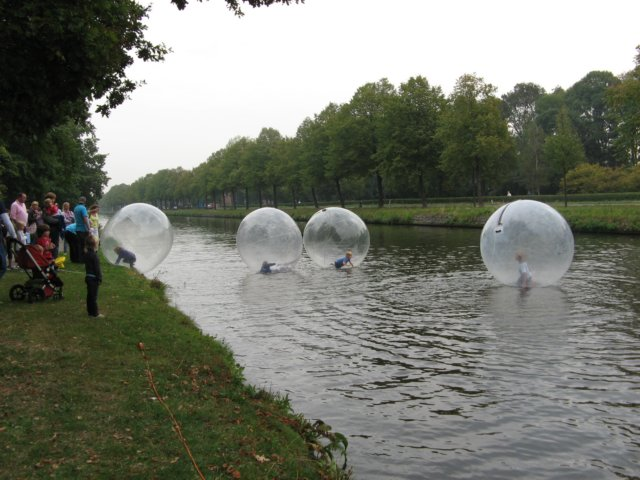
Sur un canal aux Pays-Bas
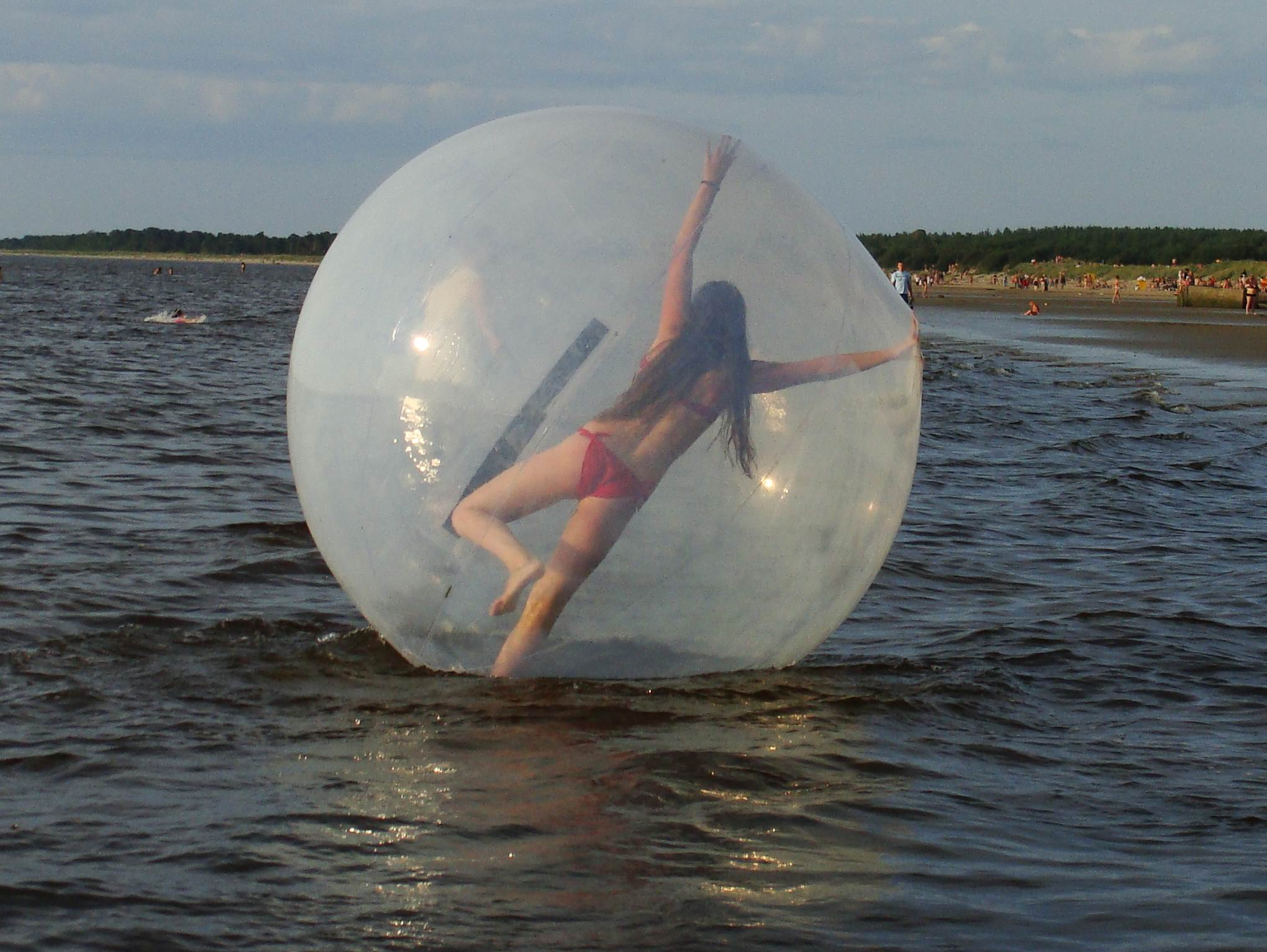
Sur la mer
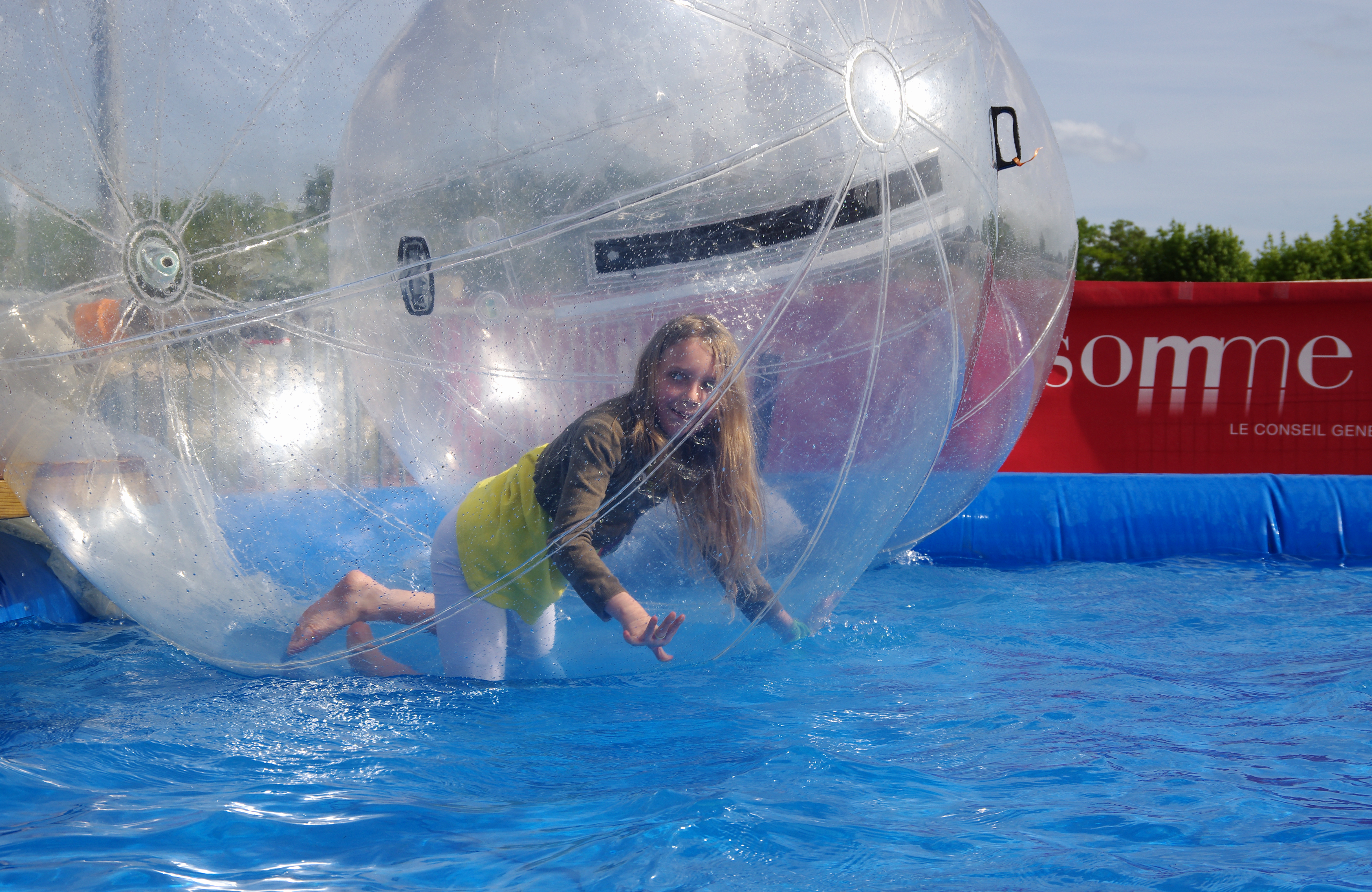
Sur la partie supérieure on remarque l'embout de gonflage
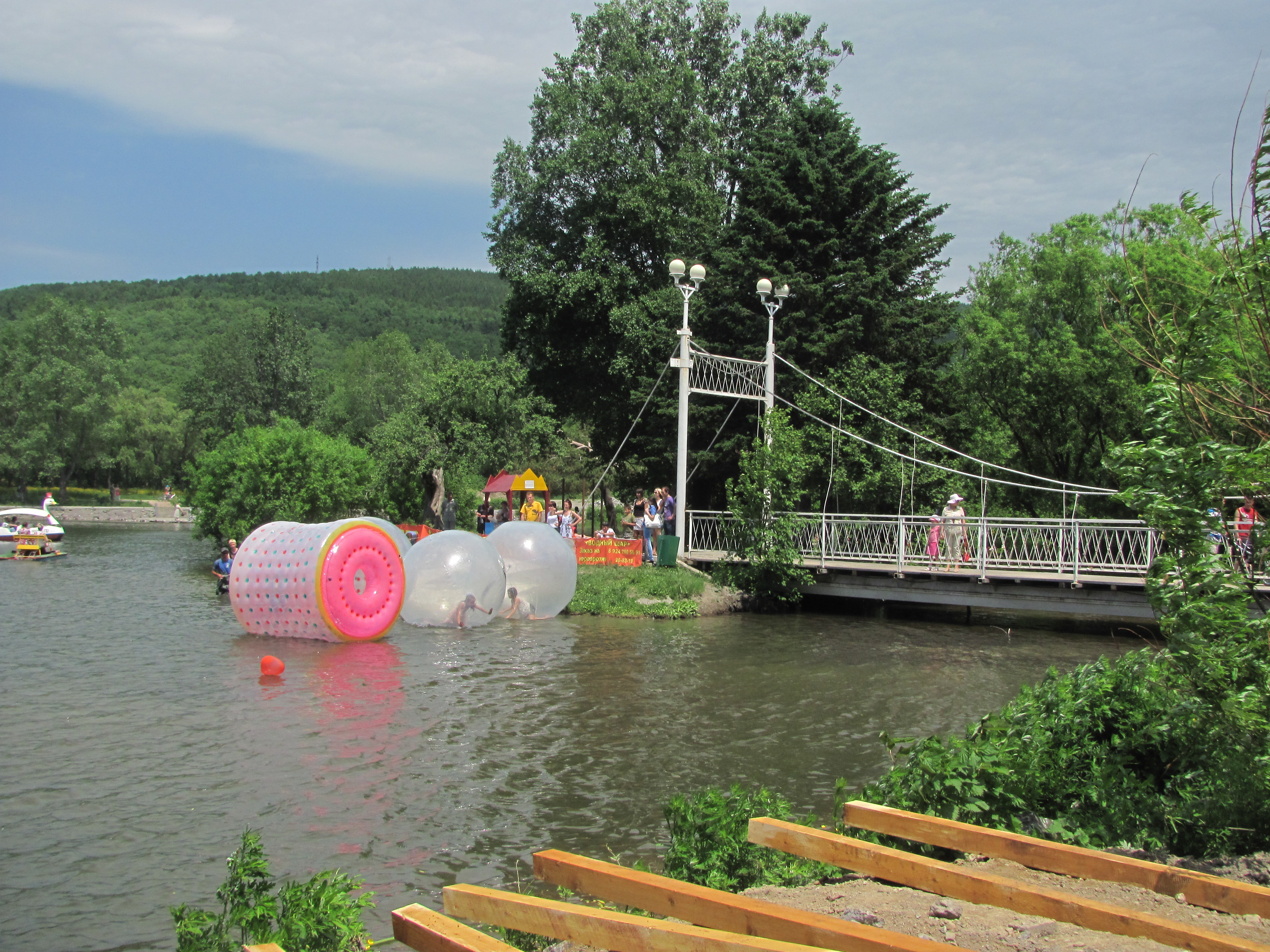
Aquabulles en forme de sphères et aquabulle en forme de roue
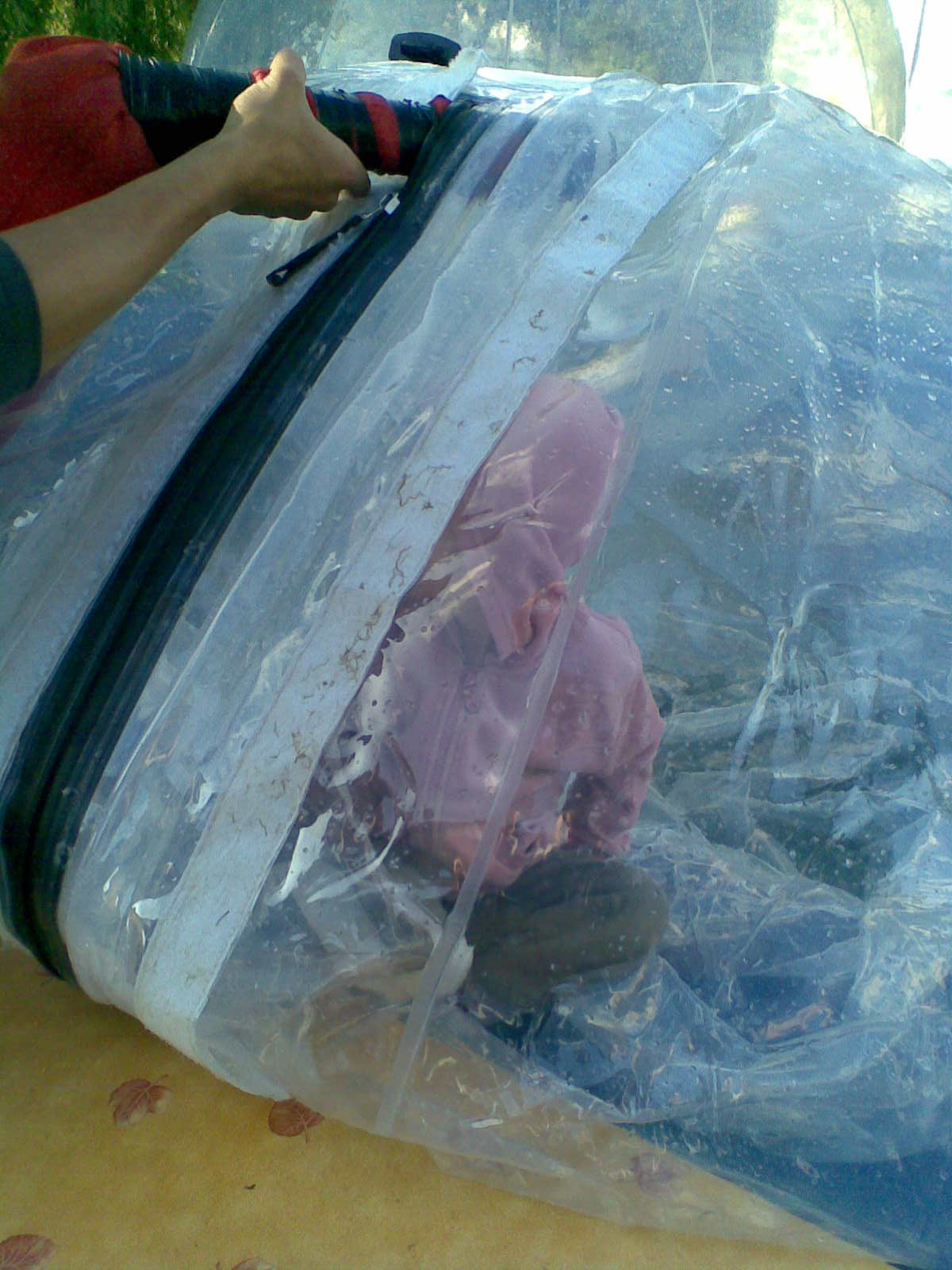
Gonflage de l'aquabulle
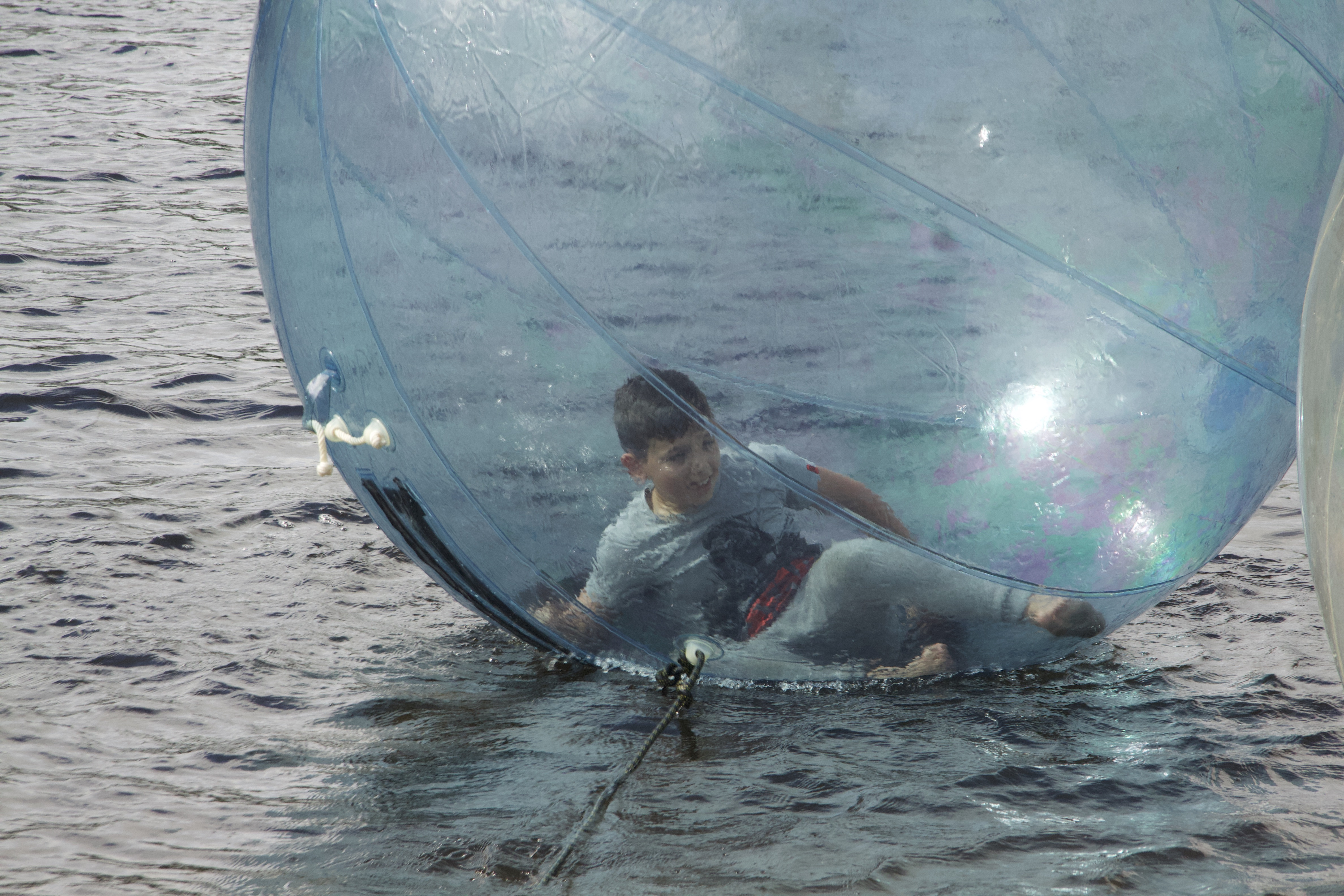
Sur une rivière. La sphère est sécurisée par une corde